# 25551 Drewhall
25551 Drewhall (tên chỉ định: 1999 XP168) là một tiểu hành tinh vành đai chính. Nó được phát hiện bởi dự án Nghiên cứu tiểu hành tinh gần Trái Đất Lincoln ở Socorro, New Mexico, ngày 10 tháng 12 năm 1999. Nó được đặt theo tên Drew Hall, một sinh viên của trường đại học Standford từng thắng cuộc thi thay đổi thế giới cùng với Richard Gaster.